# Olle Johansson (nadador)
Olle Ingvar Johansson (Borås, 16 de septiembre de 1927-Gotemburgo, 9 de agosto de 1994) fue un deportista sueco que compitió en natación y waterpolo. Ganó dos medallas de oro en el Campeonato Europeo de Natación, en los años 1947 y 1950.

## Palmarés internacional
| Campeonato Europeo | Campeonato Europeo  | Campeonato Europeo | Campeonato Europeo |
| Año                | Lugar               | Medalla            | Prueba             |
| ------------------ | ------------------- | ------------------ | ------------------ |
| 1947               | Montecarlo (Mónaco) | Medalla de oro     | 4 × 200 m libre    |
| 1950               | Viena (Austria)     | Medalla de oro     | 4 × 200 m libre    |